# Agni Sakshi
Pour plus de détails, voir Fiche technique et Distribution.
Agni Sakshi (अग्नि साक्षी) est un film dramatique indien, réalisé par Partho Ghosh, sorti en 1996.

## Fiche technique
Sauf indication contraire, les informations mentionnées dans cette section peuvent être confirmées par la base de données cinématographiques IMDb,  présente dans la section « Liens externes ».
- Titre : Agni Sakshi
- Titre original : अग्नि साक्षी (Agni Saakshee)
- Réalisation : Partho Ghosh
- Scénario : Hriday Lani
- Dialogues : Hriday Lani
- Direction artistique : R. Verman Shetty
- Décors : Raj Behl
- Costumes : Shaahid Amir, Sahid Ankolkar, Ruhi Rawail, Anna Singh
- Maquillage : Naresh Tannir
- Photographie : K.V. Ramanna
- Montage : A.R. Rajendran
- Musique : Shravan Rathod, Nadeem Saif, Naresh Sharma
- Paroles : Sameer Anjaan
- Production : Konark-Prakalp, Binda Thackeray
- Sociétés de production : Neha Films
- Sociétés de distribution : Asian Video Wholesalers, Digital Entertainment, Eros Entertainment
- Société d'effets spéciaux : G.D. Art
- Budget de production : 830 400 000 ₹
- Pays d'origine :  Inde
- Langues : Hindi
- Format : Couleurs - 2,35:1 - DTS / Dolby Digital - 35 mm
- Genre : Drame, musical, romance, thriller
- Durée : 142 minutes (2 h 22)
- Dates de sorties en salles :
  -  Inde : 15 mars 1996

## Distribution
- Jackie Shroff : Suraj Kapoor
- Nana Patekar : Vishwanath
- Manisha Koirala : Shubangi Kapoor / Madhu
- Divya Dutta : Urmi
- Ravi Behl : Ravi Kapoor
- Alok Nath : le père de Madhu
- Ashalata Wabgaonkar : Mme Kapoor
- Subbiraj : Mr Kapoor
- Avtar Gill : le père de Urmi
- Achyut Potdar : le commissaire
- Pradeep Chaudhry : le voisin de Vishwanath